# 格拉奇村委员会
格拉奇村委员会（俄语：Грачёвский сельсовет）是俄罗斯联邦阿斯特拉罕州叶诺塔耶夫卡区所属的一个村委员会。其下辖有1个居民点，行政中心为格拉奇。据2015年统计，该村委员会的人口为587人。